# Віктор (Садковський)
Віктор Садковський (?, Київ — † 1803, Чернігів) — український церковний діяч, капелан Православної Церкви у Варшаві. Єпископ Чернігівський Відомства православного сповідання Російської імперії.
Єдиний православний єпископ у Речі Посполитій напередодні її розділу (1785).

## Біографія
Вихованець Києво-Могилянської Академії, 1758 — учитель і префект Могилівської Духовної Семінарії, далі капелан Православної Церкви у Варшаві та архімандрит Слуцького монастиря.
З 1785 р. єдиний у Польщі православний єпископ. Зі Слуцька, де заснував духовну семінарію, керував Переяславсько-Бориспільською єпархією, визнавав зверхність російського синоду і приєднував до російського православ'я греко-католицькі парафії.
У 1789 р. ув'язнений польською владою під закидом підбурювання селян до бунту та за зносини з Росією (див. Волинська тривога 1789); звільнений в 1792 р. на вимогу Росії, отримав титул архієпископа мінського.
Від 1796 р. був чернігівським архієпископом.